# Kutb Minar

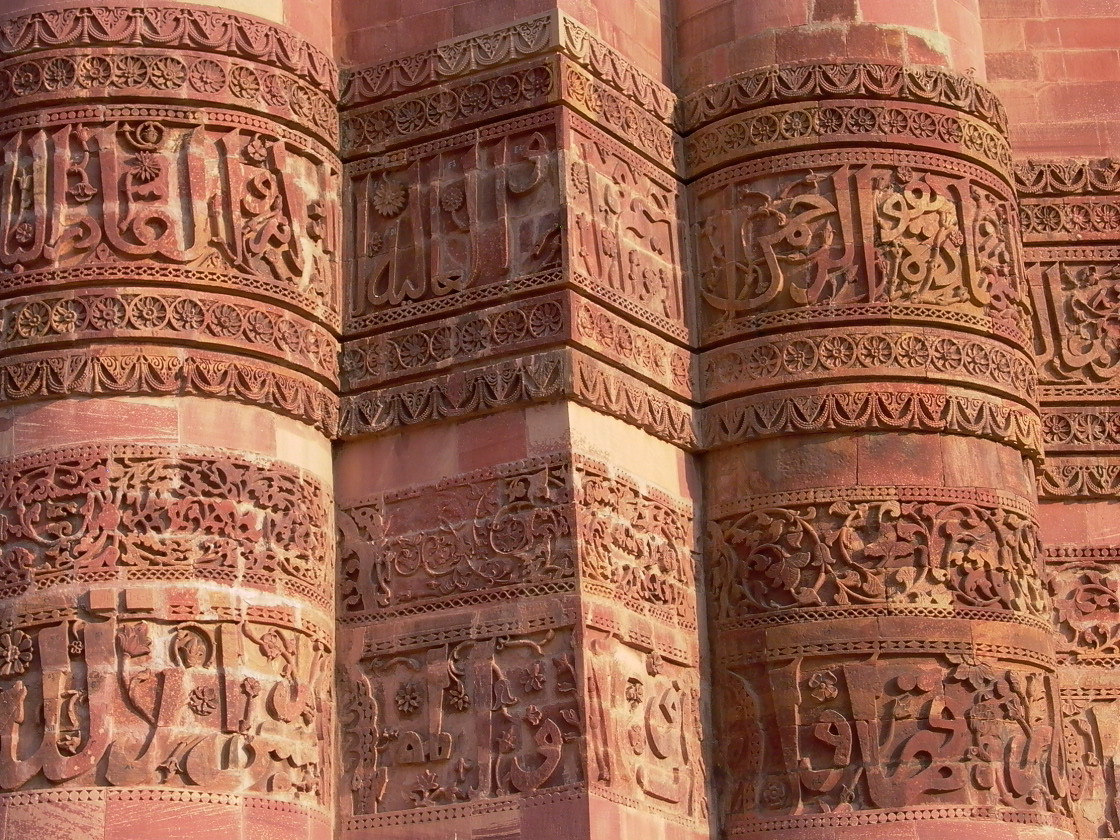
Detale dekoracji – inskrypcje w alfabecie arabskim

Kutb Minar – minaret w Delhi, wzniesiony w XIII w. z czerwonego piaskowca, o wysokości 73 m, średnicy 3 m u szczytu i 14 m u podstawy. Na całej wysokości zdobiony żłobieniami. Został wzniesiony jako część pierwszego meczetu w Indiach – Kuwwat-al-Islam.
Jego budowę zainicjował muzułmański zdobywca miasta Kutb ud-Din Ajbak (od 1206 pierwszy sułtan Delhi) pod koniec XII w., którą ukończono dopiero w 1503, za rządów dynastii Lodi. Poza swą funkcją religijną pełnił także rolę wieży strażniczej i był swego rodzaju pomnikiem zwycięstwa. Zyskał sobie sławę miejsca ulubionego przez samobójców. 
W sąsiedniej strefie archeologicznej znajdują się grobowce, portal Ala'i Darwaza (1331), dwa meczety, przy czym Kuwwat-al-Islam, to najstarszy meczet w Indiach północnych, zbudowany z materiałów pochodzących z około dwudziestu świątyń hinduistycznych. Od 1993 minaret wraz z sąsiednimi zabytkami znajduje się na liście światowego dziedzictwa UNESCO.